# 184620 Pippobattaglia
184620 Pippobattaglia è un asteroide della fascia principale. Scoperto nel 2005, presenta un'orbita caratterizzata da un semiasse maggiore pari a 2,9621195 UA e da un'eccentricità di 0,0714833, inclinata di 11,30445° rispetto all'eclittica.
L'asteroide è dedicato al giornalista italiano Pippo Battaglia.